# Instituto Panamericano de Alta Dirección de Empresa
El Instituto Panamericano de Alta Dirección de Empresa (IPADE Business School) es la escuela de negocios de la Universidad Panamericana, una universidad privada en México. El instituto, promotor más tarde de la universidad, fue fundado en 1967 por un grupo de empresarios mexicanos en la Ciudad de México.
Desde 2021 el director general es Lorenzo Fernández Alonso y la rectora general del sistema es Fernanda Llergo Bay.
Más de 38,000 egresados, grandes compañías mexicanas e internacionales, han pasado por las aulas del IPADE, que basa su aprendizaje principalmente en el uso de casos empíricos en el ámbito del liderazgo. Los cursos son impartidos en distintos puntos de la geografía del país: México, Monterrey, Guadalajara, además de programas itinerantes por las principales ciudades de México y programas de colaboración con universidades internacionales.

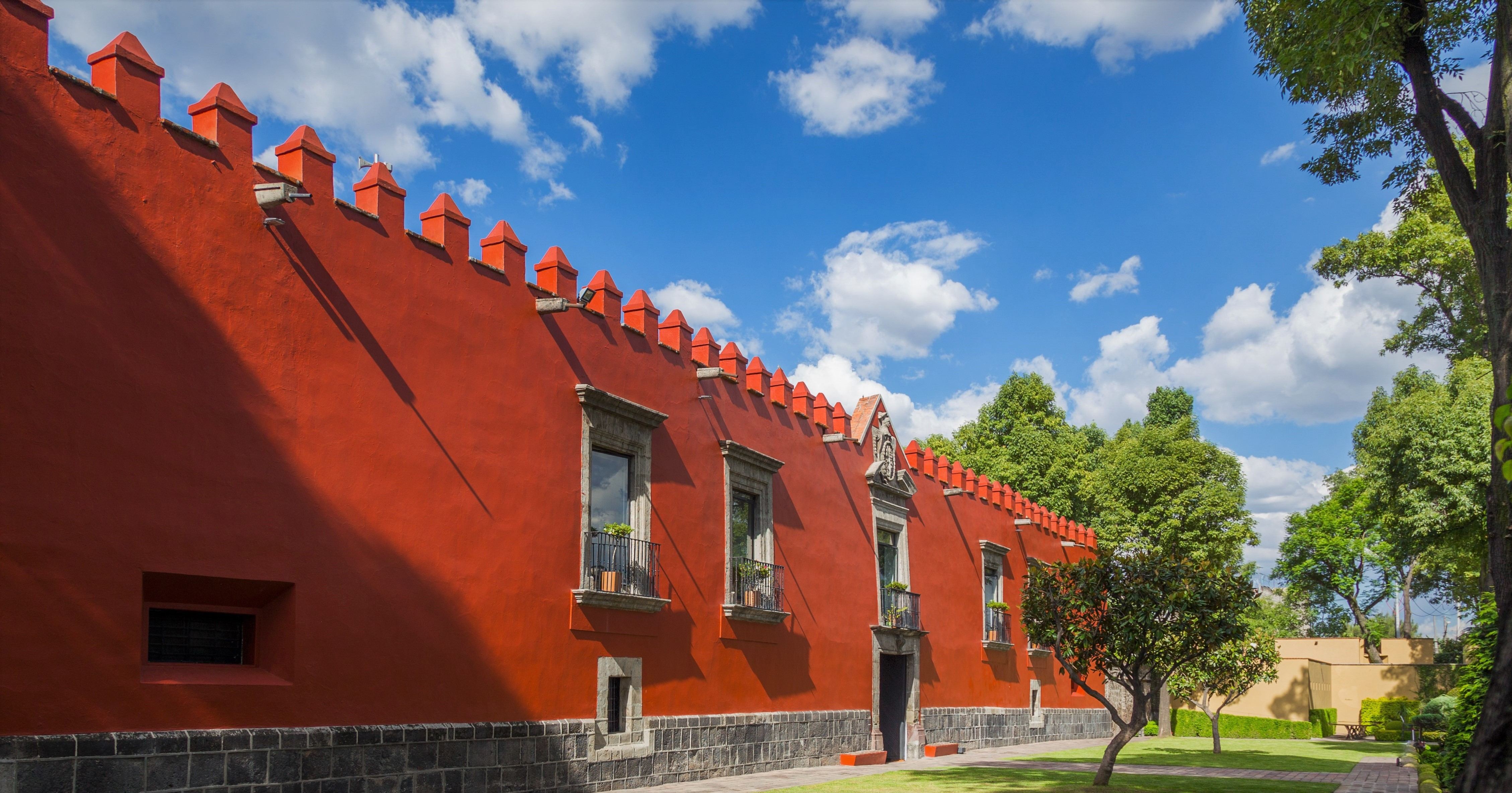
Casco de la Exhacienda de San Antonio Clavería, sede del IPADE en Ciudad de México.

El IPADE tiene su campus principal en Ciudad de México, dentro de la antigua Hacienda de San Antonio Clavería, y cuenta con instalaciones propias en las ciudades de Guadalajara y Monterrey. Su cuerpo académico está compuesto por 50 profesores a tiempo completo, a los que se suma un selecto grupo de profesores invitados de otras escuelas de negocios de América y Europa.
Dentro del instituto, existe una filosofía sólida sobre las tareas y obligaciones de un hombre de negocios para con la organización. El IPADE tiene orientación cristiana, con estrecha relación con el Opus Dei la cual se ha visto involucrada en numerosas controversias de tipo "secta" Controversias del Opus Dei .
Desde su fundación, el IPADE ha promovido el diálogo internacional, involucrando en esta tarea a varias de las más prestigiadas escuelas de negocios: el IESE Business School de España, y la Harvard Business School de los Estados Unidos. El IPADE además ha contribuido de manera decisiva a la puesta en marcha y funcionamiento de escuelas de negocios homólogas en Latinoamérica (Guatemala, Ecuador, Colombia, Argentina y Perú) e incluso en Europa (Sevilla, España).
IPADE se encuentra en el punto más álgido de las escuelas de negocios en América Latina, fundamentalmente por los programas personalizados de educación para ejecutivos. Los alumnos estaban particularmente entusiasmados con la motivación de los empleados después de terminar los cursos y la perspectiva humanista de los programas.

## Rankings
El IPADE ocupaba hace tiempo uno de los primeros puestos a nivel internacional en muchas publicaciones de negocios.
- Según la revista Expansión desde el 2008, el IPADE aparece como el mejor MBA de México.
- De acuerdo con el Wall Street Journal's 2007 ranking, el IPADE fue la cuarta mejor escuela internacional de negocios, solo después del London Business School, IMD y ESADE.
- El instituto, según el ranking 2007 de la revista Forbes, lo sitúa como la quinta mejor MBA a nivel internacional, y la primera en Latinoamérica.
- El Times, en mayo de 2007, clasificó al IPADE como la escuela número uno en el desarrollo de nuevas habilidades y aprendizaje, reflejado en el salario recibido por los estudiantes. La escuela también ocupó un buen puesto en cuanto a incremento de salarios y progreso profesional.
- En el mismo año, según el ranking de la Directiva de Perfección de Programas, clasificó en decimocuarto lugar al instituto a nivel mundial.
- Financial Times incluye al IPADE de México en su lista de 100 mejores MBA del mundo.

## Principios
- Profesionalización del quehacer directivo en México.
- Integración del aprendizaje en una cultura internacional de las empresas.
- Promoción del sentido de responsabilidad social del empresario y de una visión ética en el ámbito de la vida familiar y personal.

## Programas
- Perfeccionamiento directivo
- MBA
- Executive MBA
- Programas "Especiales"

## Áreas académicas
La carga académica e investigación en el IPADE está repartida en 12 áreas que integran los planes académicos:
- Análisis de Decisiones
- Comercialización
- Control e Información Directiva
- Dirección Financiera
- Dirección de Operaciones
- Dirección de Personal
- Empresa - Familia
- Entorno Económico
- Entorno Político y Social
- Factor Humano
- Filosofía y Empresa

## Historia y Cronología
- 1967 IPADE fundado en Ciudad de México
- 1967 Primer programa de Alta Dirección (AD-2) en Ciudad de México
- 1968 Primer programa de Dirección (D-1) en Ciudad de México
- 1968 Primer programa de Continuidad y Actualización (CA)
- 1969 Primer programa de Continuidad y Actualización D-1
- 1970 Primer programa Master en Dirección de Empresas (MEDE)
- 1972 Comienza el Programa de Continuidad y Actualización MEDE
- 1973 Primer programa de Continuidad y Actualización para egresados del MEDE
- 1974 Primer programa Intensivo de Alta Dirección (IAD) en Bahía de San Carlos, Sonora
- 1975 Convenio de asociación del IPADE con ICAMI
- 1976 Primer programa de Alta Dirección (AD-2) en Monterrey
- 1977 Primer Programa de Continuidad y Actualización AD-2 Monterrey
- 1978 Primer programa de Alta Dirección (AD-2) en Guadalajara
- 1978 Primer programa de Dirección (D-1) en Monterrey
- 1979 Comienzan los Programas de Continuidad y Actualización AD-2 en Guadalajara y D-1 en Monterrey
- 1980 Inicia el Programa D-1 en Guadalajara
- 1980 El IPADE se constituye en la Escuela de Negocios de la Universidad Panamericana
- 1981 Primer Programa de Continuidad y Actualización del D-1 en Guadalajara
- 1985 El IPADE inaugura sus instalaciones en Guadalajara
- 1986 Primer programa de Alta Dirección (AD-2) en Aguascalientes
- 1987 Primer programa de Alta Dirección (AD-2) en Tijuana
- 1987 Primer programa de Dirección (D-1) en Aguascalientes
- 1987 El IPADE inaugura sus instalaciones en Monterrey
- 1988 Primer programa de Alta Dirección (AD-2) en Chihuahua
- 1988 Primer programa de Dirección (D-1) en Chihuahua
- 1990 Primer programa de Alta Dirección (AD-2) en Ciudad Juárez
- 1991 Primer programa Master en Dirección de Empresas para Ejecutivos con Experiencia (MEDEX) en Ciudad de México
- 1992 Primer programa de Alta Dirección (AD-2) en Hermosillo
- 1993 Primer Programa de Dirección (D-1) en Hermosillo
- 1993 Primer programa de Alta Dirección (AD-2) en San Luis Potosí
- 1994 Primer programa de Dirección (D-1) en San Luis Potosí
- 1994 Primer programa de Alta Dirección (AD-2) en Cancún
- 1995 Primer programa Master en Dirección de Empresas para Ejecutivos con Experiencia (MEDEX) en Monterrey
- 1997 Primer programa Master en Dirección de Empresas para Ejecutivos con Experiencia (MEDEX) en Guadalajara
- 1998 Primer Programa de Alta Dirección (AD-2) en Torreón
- 1998 Inicia el CEMEX International Management Program en Miami, Florida
- 1999 Primer Programa de Alta Dirección (AD) en Ciudad de México
- 2001 Primer Programa de Alta Dirección (AD-2) en Culiacán
- 2002 Inauguración del nuevo edificio del IPADE sede Monterrey
- 2010 Primer programa Master en Dirección de Empresas (MEDE) en Monterrey
- 2010 Inauguración del nuevo edificio MEDE del IPADE sede Monterrey